# Enemion
Enemion es un género de plantas con flores con siete especies perteneciente a la familia Ranunculaceae. Se distribuyen por el nordeste de Asia y oeste de Norteamérica.

## Descripción
Es una planta herbácea perenne con rizoma fibroso o raíz tuberosa. Las hojas son basales y caulinas, las proximales son pecioladas y las distales sésiles. Las flores son hermafroditas y actinomorfas en inflorescencias terminales o en racimos de flores solitarias de color blanco y ocasionalmente rosadas.

## Taxonomía
El género fue descrito por Constantine Samuel Rafinesque y publicado en Journal de Physique, de Chimie, d'Histoire Naturelle et des Arts 91: 70. 1820. La especie tipo es: Enemion biternatum (Torr. & A.Gray) Raf.
Etimología
Enemion: nombre genérico que deriva de la  palabra  griega: "anemos", que significa "viento", sin embargo, Rafinesque explicó este nombre por tener que ver con la especie Anemone quinquefolia (anémona del bosque, también en la familia Ranunculaceae), debido al tamaño y similitud de las flores.

## Especies aceptadas
A continuación se brinda un listado de las especies del género Enemion aceptadas hasta julio de 2014, ordenadas alfabéticamente. Para cada una se indica el nombre binomial seguido del autor, abreviado según las convenciones y usos.
- Enemion biternatum (Torr. & A.Gray) Raf.
- Enemion hallii
- Enemion loveilleanum
- Enemion occidentale (Hook. & Arn.) J.R.Drumm. & Hutch.
- Enemion radcleanum
- Enemion savilei
- Enemion stipitatum